# Ichneumon subrestrictus
Ichneumon subrestrictus är en stekelart som först beskrevs av Henry Lorenz Viereck 1903.  Ichneumon subrestrictus ingår i släktet Ichneumon och familjen brokparasitsteklar. Inga underarter finns listade i Catalogue of Life.